# Satoru Iwata
Satoru Iwata (岩田 聡 Iwata Satoru?), född 6 december 1959 i Sapporo, död 11 juli 2015 i Kyoto, var en japansk affärsman och spelutvecklare. Han var vd för det japanska datorspelsföretaget Nintendo från 2002 till hans död 2015.
Iwata började arbeta som programmerare på deltid hos HAL Laboratory och fick fast anställning 1982. 1993 blev han företagets vd. Under hans ledning vändes företagets ekonomi på rätt köl. Han lämnade HAL Laboratory år 2000 för att istället arbeta hos Nintendo. Han efterträdde Hiroshi Yamauchi som Nintendos vd år 2002. Han avled 2015 i gallgångscancer.
Iwata arbetade med flera spel som frilansare hos Nintendo. Bland annat var han inblandad i Balloon Fight och NES Open Golf.